# Milton, Illinois
Milton là một làng thuộc quận Pike, tiểu bang Illinois, Hoa Kỳ. Năm 2010, dân số của làng này là 271 người.

## Dân số
Dân số qua các năm:
- Năm 2000: 274 người.
- Năm 2010: 271 người.